# Американские Виргинские Острова на летних Олимпийских играх 2000
Американские Виргинские острова на летних Олимпийских играх 2000 были представлены 9-ю спортсменами в 5-х видах спорта.

## Состав олимпийской сборной Американских Виргинских островов

### Лёгкая атлетика
Спортсменов — 3

#### мужчины
| Спортсмен    | Дисциплина        | Предварительный раунд 1 | Предварительный раунд 1 | Предварительный раунд 2 | Предварительный раунд 2 | Полуфинал            | Полуфинал            | Финал                | Финал                |
| Спортсмен    | Дисциплина        | Результат               | Место                   | Результат               | Место                   | Результат            | Место                | Результат            | Место                |
| ------------ | ----------------- | ----------------------- | ----------------------- | ----------------------- | ----------------------- | -------------------- | -------------------- | -------------------- | -------------------- |
| Джеф Джексон | 110 м с барьерами | 14.05                   | 31 (q)                  | 14.17                   | 31                      | Закончил выступление | Закончил выступление | Закончил выступление | Закончил выступление |

#### женщины
| Спортсмен    | Дисциплина     | Предварительный раунд 1 | Предварительный раунд 1 | Предварительный раунд 2 | Предварительный раунд 2 | Полуфинал             | Полуфинал             | Финал                 | Финал                 |
| Спортсмен    | Дисциплина     | Результат               | Место                   | Результат               | Место                   | Результат             | Место                 | Результат             | Место                 |
| ------------ | -------------- | ----------------------- | ----------------------- | ----------------------- | ----------------------- | --------------------- | --------------------- | --------------------- | --------------------- |
| Амирах Белло | 100 м          | 11.64                   | 45                      | Закончила выступление   | Закончила выступление   | Закончила выступление | Закончила выступление | Закончила выступление | Закончила выступление |
| Амирах Белло | 200 м          | DNS                     | -                       | Закончила выступление   | Закончила выступление   | Закончила выступление | Закончила выступление | Закончила выступление | Закончила выступление |
| Флора Хиячин | Прыжок в длину | 6,08                    | 33                      |                         |                         |                       |                       | Не прошла             | Не прошла             |

### Парусный спорт
Спортсменов — 2
| Место | Спортсмен  | Класс    | Гонка | Гонка | Гонка | Гонка | Гонка | Гонка | Гонка   | Гонка   | Гонка | Гонка | Гонка | Результат |
| Место | Спортсмен  | Класс    | 1     | 2     | 3     | 4     | 5     | 6     | 7       | 8       | 9     | 10    | 11    | Результат |
| ----- | ---------- | -------- | ----- | ----- | ----- | ----- | ----- | ----- | ------- | ------- | ----- | ----- | ----- | --------- |
| 32    | Пол Стокен | Мистраль | 23    | 27    | 37    | 31    | 32    | 30    | 24      | 28      | 27    | 25    | 21    | 236       |
| 24    | Бен Бир    | Финн     | 20    | 24    | 22    | 13    | 21    | 20    | 26(DNF) | 26(DNF) | 23    | 22    | 20    | 185       |

### Плавание
Спортсменов — 1
В следующий раунд на каждой дистанции проходили лучшие спортсмены по времени, независимо от места занятого в своём заплыве.
Мужчины
| Спортсмен     | Соревнование               | Предварительные заплывы | Предварительные заплывы | Полуфиналы | Полуфиналы | Финал     | Финал     |
| Спортсмен     | Соревнование               | Результат               | Место                   | Результат  | Место      | Результат | Место     |
| ------------- | -------------------------- | ----------------------- | ----------------------- | ---------- | ---------- | --------- | --------- |
| Джордж Глисон | 100 м вольный стиль        | 52,00                   | 42                      | Не прошёл  | Не прошёл  | Не прошёл | Не прошёл |
| Джордж Глисон | 200 м вольный стиль        | 1:54,64                 | 35                      | Не прошёл  | Не прошёл  | Не прошёл | Не прошёл |
| Джордж Глисон | 200 м комплексное плавание | 2:08,25                 | 42                      | Не прошёл  | Не прошёл  | Не прошёл | Не прошёл |

### Стрельба
Спортсменов — 1
После квалификации лучшие спортсмены по очкам проходили в финал, где продолжали с очками, набранными в квалификации. В некоторых дисциплинах квалификация не проводилась. Там спортсмены выявляли сильнейшего в один раунд.
Мужчины
| Спортсмен | Соревнование   | Квалификация | Место | Финал     | Место     | Всего | Место |
| --------- | -------------- | ------------ | ----- | --------- | --------- | ----- | ----- |
| Крис Райс | Пистолет, 10 м | 560          | 39    | Не прошёл | Не прошёл | 560   | 39    |